# Jam
Jam je zajednički naziv za pojedine vrste biljaka u rodu dioskoreja (Dioscorea). Ova višegodišnja zeljasta biljka uzgaja se u Africi, Aziji, Latinskoj Americi, na Karibima i u Oceaniji. Oko 95 posto uroda jama uspijeva u zapadnoj Africi. Kultivirano je više vrsta i postoji preko 600 sorti, a neke se vrste mogu skladištiti bez zamrzavanja na dugi vremenski period, što jam čini jako pogodnim za prehranu.
Jam je povrće, čiji se gomolj može pripremiti na razne načine: kuhati, pržiti, peći, dimiti, sušiti, pripremiti na roštilju, na žaru. Od jama se prave juhe i kolači. Većina vrsta jama nije zdrava sirova. Hranjiv je i bogat kalijem i vitaminom K. 
Gomolj jama obično teži oko 5 kg, no iznimno veliki primjerci znaju narasti i do 1,5 metar dužine i 70 kilograma težine. Kora je gruba i teško se guli, a omekšava nakon zagrijavanja. Boja unutrašnjosti varira ovisno o sorti, kod zreloga jama od bijele ili žute do ljubičaste ili ružičaste boje.
Sama je biljka, ovisno o vrsti, manja do velika penjačica. Manje vrste rastu do 3, a najveće i do 10 metara. Većina su vrsti tropske biljke, a neke vrste (npr. kineski jam) rastu u umjerenijim klimama.
Najveći proizvođači jama su Nigerija (74% svjetske proizvodnje), Gana, Obala Bjelokosti, Benin i Togo.